# 坂野徳隆
坂野 徳隆（さかの なるたか、1962年 - ）は、日本の小説家、ノンフィクション作家、ライター、翻訳家。

## 経歴
東京都生まれ。獨協大学外国語学部英語学科卒業。
1993年、英字新聞ジャパンタイムズ記者などを経て、初めて書いたサスペンス小説『ドナーアニマル』（実業之日本社、ノベルズ）でデビュー。同年、ハードカバーのF1ミステリー小説『シャンペン・ファイト』（双葉社）、1994年には『世紀末の群れ』（実業之日本社、ノベルズ）を発表。
その後雑誌のライター、翻訳家をこなしながら、2001年より台湾や香港、バリ島などに居住。そのあいだ取材したことをもとに、ノンフィクション作家として2004年12月、世界初となるドイツ人芸術家ヴァルター・シュピースの伝記『バリ、夢の景色 ヴァルター・シュピース伝』（文遊社）、2008年2月29日『サムライ、バリに殉ず』（講談社）を発表。2011年には、日本で初めてとなる台湾最少の原住民・サオ族（邵族）と日月潭、日本統治史の歴史秘話を綴ったノンフィクション『台湾 日月潭に消えた故郷 - 流浪の民サオと日本』（ウェッジ）を発表。

## 著書
- 『ドナーアニマル』(実業之日本社） 1993年
- 『世紀末の群れ』(実業之日本社） 1994年
- 『シャンペン・ファイト』(双葉社） 1994年
- 『バリ、夢の景色 ヴァルター・シュピース伝』(文遊社） 2004年
- 『サムライ、バリに殉ず - インドネシア独立戦争の英雄になった旧日本兵の記録』(講談社） 2008年
- 『台湾 日月潭に消えた故郷 - 流浪の民サオと日本』(ウェッジ） 2011年
- 『風刺漫画で読み解く 日本統治下の台湾』（平凡社新書） 2012年